# In This Light and on This Evening
In This Light and on This Evening es el tercer álbum del estudio de la banda británica Editors. Se lanzó el 12 de octubre de 2009. La banda había dicho que el material sería más crudo y el sonido del sintetizador haría más presencia comparado con su trabajo anterior. El primer sencillo fue "Papillon". El segundo sencillo del álbum fue "You Don't Know Love" que se lanzó el 25 de enero de 2010.
Tom Smith explicó el cambio de dirección de la banda diciendo: "Si hubiéramos intentado hacer otro disco más tradicional de guitarra, no creo que lo hubiéramos conseguido... por nuestro propio bien, teníamos que hacer algo que no habíamos hecho antes". También reveló que los sintetizadores y la percepción industrial del álbum habían evolucionado en una sesión magnetofónica que tuvo lugar en 2008, antes de que ellos se establecieran con Flood como productor. El bajista, Russell Leetch dijo la experiencia de funcionamiento con Flood había sido "el más divertido que nosotros hemos tenido alguna vez en un estudio" e indicó que sería probable que la banda trabaje de nuevo con él. La ciudad en la que reside Tom Smith de Londres domina el álbum, líricamente y musicalmente. Dijo: "Realmente pienso que está en cada canción. En el lugar y en el tiempo correcto, en la luz correcta y en la tarde correcta, algo que has visto 1,000 veces antes todavía puede llevarse su respiración aunque el fondo de whirrs electrónicos y zumbidos que corren bajo muchas de las huellas, imita el ruido del fondo constante de la ciudad".
Siguiendo su grabación, el álbum debutó en el número uno de las listas de popularidad del Reino Unido.

## Lista de canciones
| N.º     | Título                              | Duración |  |
| 1.      | «In This Light and on This Evening» | 4:21     |  |
| 2.      | «Bricks and Mortar»                 | 6:21     |  |
| 3.      | «Papillon»                          | 5:24     |  |
| 4.      | «You Don't Know Love»               | 4:39     |  |
| 5.      | «The Big Exit»                      | 4:44     |  |
| 6.      | «The Boxer»                         | 4:40     |  |
| 7.      | «Like Treasure»                     | 4:52     |  |
| 8.      | «Eat Raw Meat = Blood Drool»        | 4:53     |  |
| 9.      | «Walk the Fleet Road»               | 3:47     |  |
| 43 mins |                                     |          |  |

| Amazon MP3 bonus track |                       |          |  |
| N.º                    | Título                | Duración |  |
| 10.                    | «You Don't Know Love» | 4:36     |  |

| Bonus track de la edición japonesa |                                      |          |  |
| N.º                                | Título                               | Duración |  |
| 10.                                | «These Streets Are Still Home To Me» | 3:18     |  |

| Cuttings II (CD2 deluxe edition) y bonus tracks de la pre-compra en iTunes |                               |          |  |
| N.º                                                                        | Título                        | Duración |  |
| 1.                                                                         | «This House Is Full of Noise» | 6:22     |  |
| 2.                                                                         | «I Want a Forest»             | 3:59     |  |
| 3.                                                                         | «A Life as a Ghost»           | 4:33     |  |
| 4.                                                                         | «Human»                       | 3:12     |  |
| 5.                                                                         | «For the Money»               | 5:54     |  |

| Bonus track de la edición belga (2010) |                                                      |          |  |
| N.º                                    | Título                                               | Duración |  |
| 10.                                    | «No Sound But the Wind» (Live at Rock Werchter 2010) | 3:49     |  |